# مسیه ۳۲
مسیه ۳۲(به انگلیسی: Messier 32) یا ان‌جی‌سی ۲۲۱ یک کهکشان کوتوله است که در فاصله ۲.۶۵ میلیون سال نوری از زمین قرار دارد. این کهکشان در صورت فلکی زن برزنجیر قرار دارد. همچنین یکی از  کهکشان‌های اقماری کهکشانِ آندرومدا (M31) است. این کهکشان توسط ل جنتیل و در سال ۱۷۴۹ کشف شد قطر آن فقط 6.5 ± 0.2 هزار سال نوری است . مشابه تمام کهکشان‌های گرفتی مسیه ۳۲ ستارگان زرد بسیاری دارد.

## یادداشت
1. ^ average(755 ± 28, 770 ± 40) = ((755 + 770) / 2) ± ((282 + 402)0.5 / 2) = 763 ± 24